# World Trigger
World Trigger (ワールドトリガー Wārudo Torigā?), también conocido de forma abreviada como WāTori (ワートリ?), es una serie de manga escrito e ilustrado por Daisuke Ashihara y serializado en Weekly Shōnen Jump desde el 9 de febrero de 2013 (Hasta su transferencia a la Jump Square en 2018). El manga tiene una adaptación de Anime producido por Toei Animation, que comenzó a transmitirse el 5 de octubre de 2014 y finalizó el 21 de febrero de 2016 con un total de 73 episodios.
La continuación del anime se estrenó el 10 de enero de 2021 y finalizó el 14 de marzo de 2021 con un total de 12 episodios.
El manga a pasado por varias pausas, en 2014 la editorial Shueisha nos dio a conocer que el autor padece de radiculopatía cervical espondilótica, debido a esto las pausas han sido constantes hasta la fecha de hoy, pero, no se sabe si siguen siendo a causa de sus problemas de salud.
Aun con todo World Trigger es un manga exitoso dentro de la demografía.

## Argumento
En Mikado City (三門市 Mikado-shi?) (280 000 habitantes), un "Portal" a un mundo diferente se abre de repente un día. Los monstruos llamados "Neighbors" (近界民（ネイバー） Neibā, lit. "La gente cerca del Mundo"?) comienzan a aparecer de él, todo el mundo tiene miedo de ellos, porque las armas de la Tierra no les afectan, pero un misterioso grupo comienza la lucha contra los Neighbors. Ellos, la agencia de defensa "Border", crean un sistema de defensa contra los Neighbors. Desde entonces, a pesar de eso los Neighbors todavía salen de los portales, la gente de Mikado City vive normalmente hoy. Cuatro años y medio después de que se abran los portales por primera vez, Yūma Kuga (空閑 遊真 Kuga Yūma?), un Neighbor humanoide, llega a Mikado City, donde conoce a Osamu Mikumo (三雲 修 Mikumo Osamu?), un agente de Border.

## Medios

### Manga
El manga fue escrito e ilustrado por Daisuke Ashihara. Los capítulos individuales han sido serializados en Weekly Shōnen Jump desde febrero de 2013, y están recogidos en tankōbon volúmenes publicados por Shueisha. A partir de 2014, 28 volúmenes han sido publicados en Japón. Viz Media ha licenciado la serie.
Distrito Manga obtuvo la licencia del manga en España.

### Anime
Una adaptación anime de World Trigger fue anunciada el 27 de Mayó de 2014 y comenzó a transmitirse en octubre de 2014.
El 8 de julio de 2014, se reveló que la adaptación al anime sería producida por Toei Animation.
El 4 de agosto de 2014, la web oficial del anime reveló el elenco de voces (en orden alfabético japonés): Nobuhiko Okamoto , Rie Kugimiya , Hideyuki Tanaka , Nao Tamura , Jun Fukuyama , Tomo Muranaka y Yuki Kaji. También reveló que el anime se emitió en TV Asahi. Un evento se llevará a cabo en Roppongi Hills Arena (TV Asahi lugar "Festival de Verano") para revelar el elenco completo y los personajes que se juegan. El 6 de agosto de 2014, el tema 37-38th combinado de Weekly Shonen Jump reveló los roles de algunos de los actores, así que anuncia la adición de Yūichi Nakamura como Yuichi Jin. El 11 de agosto de 2014, el sitio web oficial para el anime se ha actualizado para revelar el resto de las funciones de los miembros del elenco y un PV para el anime fue publicada.
El 20 de agosto de 2014, edición 39.ª de la Weekly Shonen Jump reveló más de elenco del anime. El 25 de agosto de 2014, la web oficial del anime reveló el anime haría premier el 5 de octubre de 2014.
El 29 de agosto, cuestión 39a de la Weekly Shonen Jump reveló el personal. Mitsuru Hongo está dirigiendo el anime de Toei Animación con la composición de la serie por Hiroyuki Yoshino. Toshihisa Kaiya y Hitomi Tsuruta están diseñando los personajes y también servirá como directores de animación, mientras que Kenji Kawai voluntad componer la música de la banda sonora.
El 10 de septiembre, se reveló que el Nagoya trío Sonar Pocket realizaría tema de apertura del anime "GIRIGIRI" (ギリギリ?  lit. "Borderline") .

## Personajes Principales
Extra: Personajes de World Trigger
- Yūma Kuga (空閑 遊真, Kuga Yūma?)

Voz por: Junko Minagawa (vomic), Tomo Muranaka (anime)
Yūma es un Neighbor proveniente del Neighborhood (La Dimensión de los Neighbors). Él tiene una actitud relajada, y no es muy conocedor de las costumbres japonesas (o humanas), lo que conduce a confusiones con las personas equivocadas. Cuando tenía 11 años, él y su padre Yugo Kuga (空閑有吾, Kuga Yugo) estaban en una guerra en el mundo Neighbor, prestando su poder a un viejo amigo de su padre. En una ocasión donde se presentó una batalla, su padre le dijo que no lo siguiera, Yuma desobedeció a su padre, yendo a escondidas a la batalla, lo que le causó la muerte. Su padre, encontrando su cadáver, sacrificó su vida para crear un Black Trigger para revivir a Yuma. Su guardián, Réplica, le dijo que fuera al mundo humano y ver si Border podría encontrar una cura para su condición (aunque él quería traer a su padre de vuelta en su lugar), ya que el padre de Kuga, le dijo que fuera a Japón si el alguna vez moría. Sin embargo, más tarde descubre que Border actualmente no puede curar su condición. En el capítulo 33 se unió oficialmente a Border como atacante Clase C en la Unidad Mikumo. Según ha explicado, él es lo que realmente llaman un "Neighbor", un ser humano que vive en el Neighborhood, y que las criaturas que han estado atacando el mundo humano son en realidad "Soldados de Trion", drones y máquinas creadas por los Neighbor para realizar diferentes tareas, los cuales en general, los Neighbor utilizan para enviar a otros lugares a Invadir. Recibió el apodo de "Clase C Diablo Blanco" (C級の白い悪魔, C-kyu no Shiroi Akuma) debido a su pelo blanco y su ferocidad en la batalla. A pesar de su joven apariencia (que es debido al incidente donde murió), él tiene 15 años. Su Side Effect consiste en Detectar Mentiras, cuando lo utiliza, la luz de sus ojos se desvanece temporalmente.
- Osamu Mikumo (三雲 修, Mikumo Osamu?)

Voz por: Ryōta Ōsaka (vomic), Yūki Kaji (anime)
Un agente de fronteras con bajo nivel de Trion. Lo refieren generalmente simplemente como "cuatro ojos" por personas ajenas a la unidad Mikumo. Más tarde se promovió en Border a Clase-B y más tarde se convirtió en un tirador y el líder de la Unidad Mikumo. Se convirtió en el protector de Chika después de que su hermano mayor (y su tutor) desapareció misteriosamente (que en realidad, fue secuestrado por los Neighbors), y se unió Border con el fin de estar en mejores condiciones para protegerla, pero el examinador le sugirió a él o convertirse en un ingeniero o el operario, debido a su bajo Trion. Incapaz de aceptar esto, él imprudentemente trató de infiltrarse en la sede de Border y negociar con ellos, pero fue casi atacado por un "Bamster", que fue destruido por Jin.
Pese a su escasa cantidad y calidad de Trion, el carece de poder en combate, sin embargo, Osamu destaca por su inteligencia y creatividad a la hora de combatir, que lo pueden hacer un rival algo problemático en batalla. Se hizo amigo de Yuma después de que fuera trasladado a su escuela. Él tiene 15 años.
- Chika Amatori (雨取 千佳, Amatori Chika?)

Voz por: Nao Tamura
Una chica con un enorme nivel de Trion, que "atrae" Soldados de Trion hacia ella. Su hermano Rinji y su amiga de la infancia, fueron capturados por los Neighbors y cansada de huir y buscar una manera de rescatarlos, se une Border como una francotiradora de la Clase C en la Unidad Mikumo, con la misión de llegar a la Clase A, y junto con Osamu y Yuma, viajar a una excursión al Neighborhood para rescatar a su Hermano mayor y amiga de la infancia. Adrede ella misma mantiene se alejada de los demás porque tiene miedo de hacer que sean capturados por los Neighbor y ella no quiere que salgan heridos. Izumi la etiqueta como "Monstruo de Trion de Tamakoma" (玉狛のトリオン怪獣(モンスター), debido a su gran cantidad de Trion. Ella tiene el pelo corto estilo en un tazón de corte, con un remolino en el centro y tiene 13 años. Su Side Effect consiste en detectar cuando algún enemigo está cerca de su posición.
- Réplica (レプリカ, Repurika?)

Voz por: Yūichi Iguchi (vomic), Hideyuki Tanaka (anime)
Un Soldado de Trion Autónomo que sirve como Guardián y Acompañante de Yūma, creado por su padre para proteger a Yūma y enseñarle el bien de lo malo. Él tiene información sobre varios países que Yūma y su padre visitaron. Él fue el que le dijo a Yūma sobre venir al mundo humano. Réplica contó la historia de Yūma a Osamu, y le pidió que le diera Yūma una nueva meta. Durante la Segunda Invasión a Gran Escala en Mikado City, Replica, quién fue partido en dos, se sacrifica para forzar un despegue de emergencia en la nave de los Neighbor Invasores y obligarlos a retirarse, sin embargo, Replica queda dentro de la nave y se despide de Osamu, pidiendole que cuide a Yuma. Luego de eso, el objetivo de Yuma pasa a ser viajar a Aftorkrator para recuperar a Replica.
- Yūichi Jin (迅 悠一, Jin Yūichi?)

Voz por: Toshiki Masuda (vomic), Yūichi Nakamura (anime)
Yūichi es un Atacante Clase-A en Border. Él es una persona muy amable y sin preocupaciones. Él es un autoproclamado "Talentoso de Elite", pero sus habilidades en batalla son más que suficientes para respaldar su exceso de confianza. Su madre fue asesinada por los Neighbors, pero a pesar de eso, él no odia a los Neighbors, ya que ha estado en el Neighborhood y sabe que no todos los Neighbors son malos. Él fue quien invitó a unirse a Yūma a Border. Como el padre de Yūma, su mentor Soichi Mogami (最上宗一, Mogami Soichi) sacrificó su propia vida para crear un Black Trigger, que dejó en Border, y que luego de una competencia, Jin obtiene al ser elegido por el Black Trigger, el cual se llama "Fujin", por lo que pasa a ser de Clase S, sin embargo, luego devuelve a Fujin al cuartel general debido a que quería que Yuma estuviera en Tamakoma, pero que no podía ya que no podían haber varios Black Triggers en la misma Sede. Él tiene 19 años. Siempre se le ve comiendo unas galletas de arroz en bolsa, que incluso come después de almorzar y también, tiene toneladas de cajas de ellas en su habitación.
Su Side Effect consiste en Ver el Futuro y sus Posibilidades, que se manifiestan como "distintos caminos". Este Side Effect es muy crucial tanto dentro como fuera de batalla, tanto que la despreocupación y relajación total de Jin todo el tiempo es debido a esto. Incluso, en la Segunda Invasión a Gran Escala en Mikado City, después de que los Neighbors se retiraran, su Capitán, Heirein, sintió como que todo lo que sucedió en la Invasión estuvo planeado por alguien más. Sin embargo, según él, el futuro cambia constantemente por cada acción, por lo que él también tiene que esforzarse para cambiar el futuro cuando en este se representa algo realmente negativo.

## Episodios

### Lista de Episodios
| #           | Nombre                                                 | Emisión                  |
| Temporada 1 | Temporada 1                                            | Temporada 1              |
| ----------- | ------------------------------------------------------ | ------------------------ |
| 1           | Un visitante de un universo paralelo                   | 5 de octubre de 2014     |
| 2           | Vecinos y guerreros Trion                              | 12 de octubre de 2014    |
| 3           | Talento de Osamu Mikumo                                | 19 de octubre de 2014    |
| 4           | Ai Kitora, agente número 5 de clase A                  | 2 de noviembre del 2014  |
| 5           | Yuichi Jin, el talentoso agente de élite               | 9 de noviembre del 2014  |
| 6           | El Side Effect de Chika Amatori                        | 16 de noviembre del 2014 |
| 7           | El escuadrón de Asalto Miwa                            | 23 de noviembre del 2014 |
| 8           | Black Trigger                                          | 29 de noviembre del 2014 |
| 9           | La organización conocida como Border                   | 6 de diciembre del 2014  |
| 10          | La división Tamakoma                                   | 13 de diciembre del 2014 |
| 11          | La determinación de cada uno                           | 20 de diciembre del 2014 |
| 12          | Los agentes de Clase A de Tamakoma                     | 27 de diciembre del 2014 |
| 13          | Los mejores equipos de Border                          | 10 de enero del 2015     |
| 14          | El primer asaltante, Kei Tachikawa                     | 18 de enero del 2015     |
| 15          | Fujin, el Black Trigger                                | 25 de enero del 2015     |
| 16          | Un futuro en progreso                                  | 8 de febrero del 2015    |
| 17          | El reclutamiento oficial de Border                     | 15 de febrero del 2014   |
| 18          | Osamu Mikumo vs Sōya Kazama                            | 22 de febrero del 2015   |
| 19          | Guerra de clasificación, el plan de Midorikawa         | 1 de marzo del 2015      |
| 20          | ¡Un duelo! Yūma contra Midorikawa                      | 8 de marzo del 2015      |
| 21          | El mundo de los Neighbors                              | 15 de marzo del 2015     |
| 22          | El comienzo de la invasión a gran escala               | 22 de marzo del 2015     |
| 23          | Aftokrator, la tierra santa                            | 29 de marzo del 2015     |
| 24          | Los polluelos de Miden                                 | 5 de abril del 2015      |
| 25          | El mejor escuadrón de Border                           | 11 de abril del 2015     |
| 26          | ¡Una batalla feroz! Enedora contra el escuadrón Kazama | 19 de mayo del 2015      |
| 27          | Border contraataca                                     | 26 de abril de 2015      |
| 28          | El usuario de Organon                                  | 3 de mayo de 2015        |
| 29          | La encrucijada del Destino                             | 10 de mayo de 2015       |
| 30          | El capitán enemigo, Hairein                            | 17 de mayo de 2015       |
| 31          | La determinación de Osamu Mikumo                       | 24 de mayo de 2015       |
| 32          | El implacable Enedora                                  | 31 de mayo de 2015       |
| 33          | El terror de Hairein                                   | 7 de junio de 2015       |
| 34          | ¡Un encuentro feroz! La batalla de los mejores         | 14 de junio de 2015      |
| 35          | El fin del combate                                     | 21 de junio de 2015      |
| 36          | El desposeído                                          | 28 de junio de 2015      |
| 37          | Héroe y compañero                                      | 5 de julio de 2015       |
| 38          | El comienzo del torneo de clasificación de Clase B     | 19 de julio de 2015      |
| 39          | Los escuadrones Suwa y Arafune                         | 26 de julio de 2015      |
| 40          | ¡En Marcha, Escuadrón Mikumo!                          | 2 de agosto de 2015      |
| 41          | Un novato impertinente                                 | 9 de agosto de 2015      |
| 42          | Ko Murakami de Suzunari-1                              | 16 de agosto de 2015     |
| 43          | La elección del Escuadrón Nasu                         | 23 de agosto de 2015     |
| 44          | Una batalla con mal tiempo                             | 30 de agosto de 2015     |
| 45          | Lo que decidirá la batalla                             | 6 de septiembre de 2015  |
| 46          | La fuerza de voluntad del as                           | 20 de septiembre de 2015 |
| 47          | Orgullo de capitán                                     | 27 de septiembre de 2015 |
| 48          | Hacia el mañana                                        | 4 de octubre de 2015     |
| 49          | Fugitivos de otro mundo                                | 10 de octubre de 2015    |
| 50          | Agresores invisibles                                   | 17 de octubre de 2015    |
| 51          | Los soldados de Trion de Xeno                          | 24 de octubre de 2015    |
| 52          | El atardecer de Miden                                  | 31 de octubre de 2015    |
| 53          | Quien debe ser protegido                               | 7 de noviembre de 2015   |
| 54          | La ofensiva de Giev                                    | 14 de noviembre de 2015  |
| 55          | Vivo o muerto                                          | 21 de noviembre de 2015  |
| 56          | El secreto de Lilith                                   | 28 de noviembre de 2015  |
| 57          | Xeno y Lilith                                          | 6 de diciembre de 2015   |
| 58          | Osamu, el confinado                                    | 13 de diciembre de 2015  |
| 59          | Dos Black Triggers                                     | 20 de diciembre de 2015  |
| 60          | La aventura de Yotaro                                  | 27 de diciembre de 2015  |
| 61          | Verdades y mentiras                                    | 10 de junio de 2016      |
| 62          | Giev y Charon                                          | 17 de junio de 2016      |
| 63          | Un futuro invertido                                    | 24 de junio de 2016      |
| 64          | El prisionero de Aftokrator                            | 31 de junio de 2016      |
| 65          | El mejor Tirador, Masataka Ninomiya                    | 7 de febrero de 2016     |
| 66          | Colmillos afilados                                     | 14 de febrero de 2016    |
| 67          | La batalla de los mejores de la Clase B                | 21 de febrero de 2016    |
| 68          | Tamakoma en la mira                                    | 28 de febrero de 2016    |
| 69          | Batalla real                                           | 6 de marzo de 2016       |
| 70          | El deber de un capitán                                 | 13 de marzo de 2016      |
| 71          | Una nueva amenaza                                      | 20 de marzo de 2016      |
| 72          | La evolución del Escuadrón Mikumo                      | 27 de marzo de 2016      |
| Temporada 2 |                                                        |                          |
| 74          | El ataque                                              | 10 de enero de 2021      |
| 75          | Colisión                                               | 17 de enero de 2021      |
| 76          | Combate                                                | 24 de enero de 2021      |
| 77          | Destino                                                | 31 de enero de 2021      |
| 78          | Nueva técnica                                          | 7 de febrero de 2021     |
| 79          | Determinación                                          | 21 de febrero de 2021    |
| 80          | Entrenamiento                                          | 28 de febrero de 2021    |
| 81          | Negociación                                            | 7 de marzo de 2021       |
| 82          | Capitán                                                | 14 de marzo de 2021      |
| 83          | Los Rangos Superiores                                  | 21 de marzo de 2021      |
| 84          | Los más fuertes                                        | 28 de marzo de 2021      |
| 85          | Cara nueva                                             | 4 de abril de 2021       |
| Temporada 3 |                                                        |                          |
| 86          | Nuevo comienzo                                         | 10 de octubre de 2021    |
| 87          | Elección                                               | 17 de octubre de 2021    |
| 88          | Estrategia                                             | 24 de octubre de 2021    |
| 89          | Plan secreto                                           | 31 de octubre de 2021    |
| 90          | Sin rival                                              | 7 de noviembre de 2021   |
| 91          | Decisión                                               | 14 de noviembre de 2021  |
| 92          | Preminición                                            | 21 de noviembre de 2021  |
| 93          | Voluntad                                               | 28 de noviembre de 2021  |
| 94          | Un rival formidable                                    | 5 de diciembre de 2021   |
| 95          | Cambio de planes                                       | 12 de diciembre de 2021  |
| 96          | Ronda final                                            | 19 de diciembre de 2021  |
| 97          | Contienda                                              | 26 de diciembre de 2021  |
| 98          | Uno contra uno                                         | 9 de enero de 2022       |
| 99          | Resolución                                             | 23 de enero de 2022      |

## Enlaces
- Official World Trigger Website (en japonés)
- World Trigger Anime Website on Toei Animation's site (en japonés)